# Pasquín

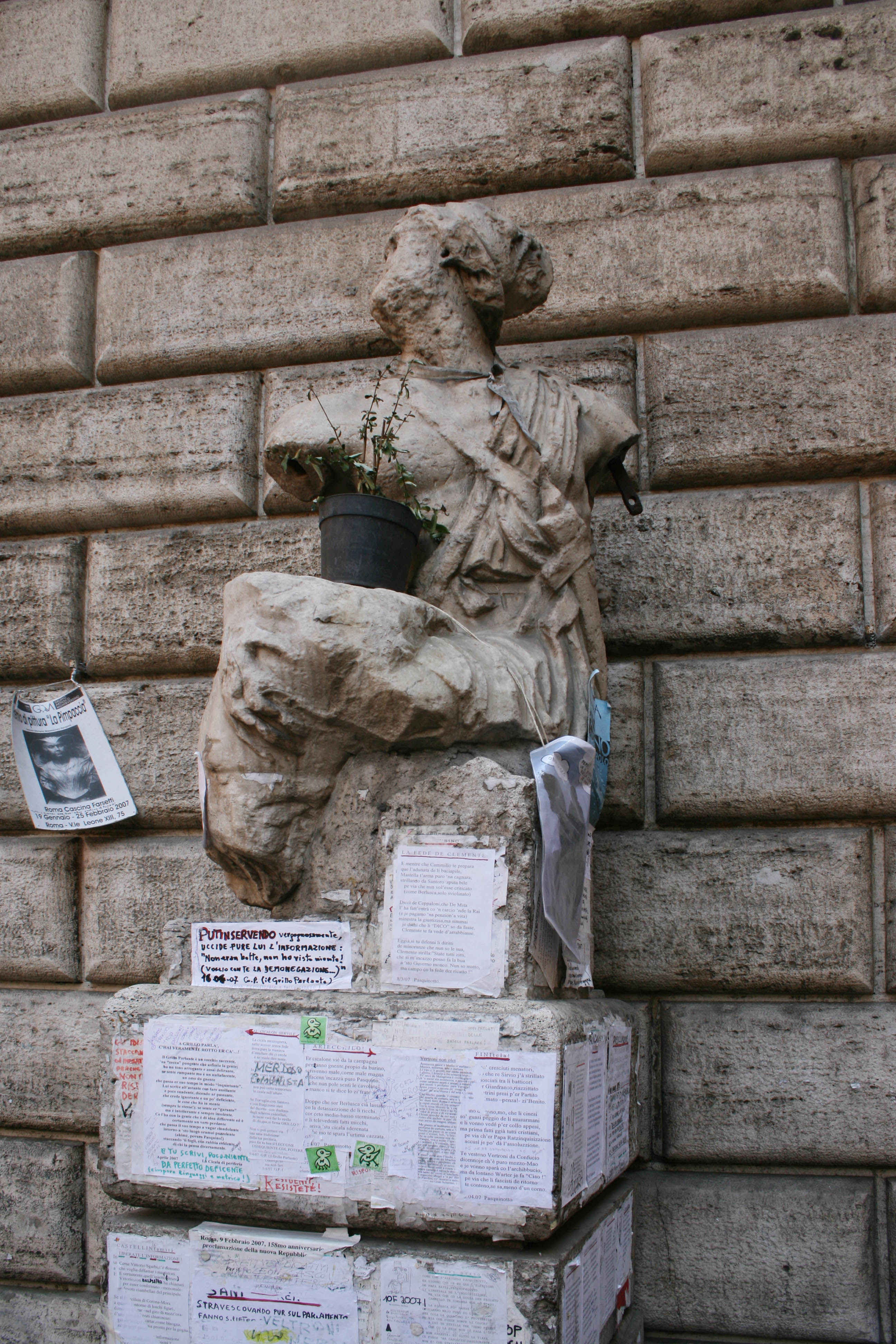
Imagen de Pasquino.

Pasquín (en italiano: Pasquino) es un término empleado para definir un escrito anónimo que se coloca en un lugar público y que generalmente contiene un mensaje crítico y satírico contra una persona u organización, tal como la iglesia o el gobierno. La palabra, de origen italiano, comenzó a usarse en Roma a principios del siglo XVI.

## Historia
El término Pasquín se originó en Roma a principios del siglo XVI, cuando surgió la costumbre de colocar escritos con críticas satíricas en la estatua de Pasquino. Esta estatua, que hoy forma parte de las llamadas estatuas parlantes, fue encontrada en pedazos en el lodo y rescatada por el cardenal Oliverio Carafa, quien la hizo colocar en el barrio del Parione, cerca de la actual Piazza Navona.
Existen muchas teorías sobre el origen de la denominación de la estatua, pero la más aceptada es la de Giacomo Mazzocchi, quien afirmaba que Pasquino era el nombre de un maestro de gramática avecindado en el barrio. Comenzó a realizarse una especie de ritual en torno a Pasquino alrededor del año 1501, durante la fiesta de San Marcos -celebrada el 25 de abril- los estudiantes se reunían alrededor de la estatua y le colgaban epigramas en latín, español e italiano, que generalmente eran halagos dedicados a los cardenales y pontífices.
Con el tiempo empezaron a colocarse escritos en cualquier época del año, comúnmente libelos que por su contenido eran presentados de forma anónima. Este cambio se atribuye principalmente a Pietro Aretino, quien utilizó la estatua para difundir unos sonetos satíricos con la intención de desprestigiar a varios cardenales durante el cónclave posterior a la muerte de León X y contra el pontífice, luego de la elección de Adriano VI; estas obras llegarían a ser conocidas como pasquinate. Las réplicas a los escritos colocados en Pasquino aparecían en una estatua cercana llamada Marforio. La fiesta fue prohibida por el papa Adriano VI en 1523, retomada por Clemente VII y de nuevo prohibida por Paulo III. La estatua sería custodiada por la Inquisición por mucho tiempo y los libelos tuvieron que ser difundidos oralmente. El término pasquín sigue vigente y aunque su uso se ha ampliado para abarcar otro tipo de avisos o panfletos, sigue conservando su significado peyorativo.